# Латински език
Латинският език (lingua latīna, [ˈliŋɡwa laˈtiːna]) е древен италийски език. Писмената му система, латиницата, се развива на основата на етруската и гръцката азбуки, които от своя страна произлизат от финикийската.
Първоначално латинският се говори в Лациум, областта около град Рим. С възхода на Римската република той се превръща в преобладаващия език, първоначално в Италия, а по-късно в цялата западна част на Римската империя. Простонародният латински се развива в съвременните романски езици, като италиански, португалски, испански, френски и румънски, а много думи с латински произход се използват и в други днешни езици, включително и в българския. Наред със старогръцкия, латинският език дава голяма част от терминологията в различни научни области, като богословие, биология, медицина и право.
При Късната република, около 75 година пр. Хр., старолатинският е стандартизиран в класическия латински език. Простонародният латински е разговорната форма, използвана по същото време и засвидетелствана в надписи и комедийни пиеси, като тези на Плавт и Теренций. Късният език е книжовният език след III век, а средновековният латински се използва от IX век до Ренесанса, когато преминава в ренесансовия латински, а в началото на Новото време се развива новолатинският език. Латинският се използва като език на международното общуване, книжовността и науката до XVIII век, когато започва да бъде изместван от разговорните езици. Църковният латински и днес остава официалният език на Светия престол и на латинския обред на Католическата църква.
Макар днес латинският език да се смята за мъртъв, той продължава да се преподава в различни образователни институции по целия свят.
Латинският е силно флективен език с три обособени рода, седем именни падежа, пет склонения, четири глаголни спрежения, четири основни глаголни форми, шест глаголни времена, три лица, три наклонения, два залога, два глаголни вида и две числа.

## История
В историята на латинския език се разграничават няколко етапа, които се отличават помежду си по малки различия в речника, правописа, морфологията и синтаксиса. Разграничението между тях не е ясно и отчетливо, като различни автори поставят акцент върху различни меродавни характеристики. В резултат на това периодизацията има различни варианти с невинаги съвпадащи наименования на етапите.
Значението на латинския език за формирането на нови западноевропейски езици продължава и след падането на Западната Римска империя (476 г.). Влиянието на латинския език върху европейската култура не се ограничава до периода на просперитет и сила на Римската империя. И след падането на Рим (476 г.), той остава езикът на църквата и правото, науката, литературата и дипломацията. До XVIII век латинският език е бил езикът на науката.
Освен тези исторически фази на езика обособена форма е църковният латински, използван от католически и протестантски автори през различни исторически периоди от Късната Античност до наши дни.

### Старолатински
Латинският първоначално е говорен в областта около Рим, наречена Лациум. Най-ранната известна форма е старолатинският език от времето на Римското царство до късната Римска република. Той е известен от хиляди надписи, както и от най-ранните запазени литературни текстове на латински, като комедиите на Плавт и Теренций. През този период започва да се използва латиницата, която първоначално се изписва от дясно наляво или като бустрофедон, а впоследствие – от ляво надясно.

### Класически латински
Старолатинският е последван, във времето на късната Република и на Империята, от класическия латински, съзнателно формиран от оратори, поети, историци и други образовани хора, автори на големите трудове на класическата литература, преподавани в школите по граматика и реторика. От тези ранни римски училища, които служат за своеобразна езикова академия, поддържаща и развиваща класическия език, водят началото си принципите на съвременните стандартизирани граматики.

### Простонароден латински
Филологичният анализ на старолатински текстове, като пиесите на Плавт, съдържащи диалози между представители на обикновените хора, показва, че успоредно на литературния и официален език съществува и говорим език, който още в Древността е наричан простонароден латински (sermo vulgi при Цицерон, езикът на vulgus, „обикновените хора“). Тъй като необразованите не са оставили много писмени свидетелства, за характера на този говорим език се съди само по думи и фрази, цитирани от класическите автори или в някои надписи.
Тъй като простонародният латински не е контролиран или насърчаван от школите по реторика, няма причина при него да се търси някаква унифицираност, както диахронично, така и географски. По-скоро е вярно точно обратното – населението на различните области, попаднали в границите на Римската империя при нейното разрастване, усвоявайки латинския, създава свои местни диалекти на езика. Такова е преобладаващото положение, когато Великото преселение на народите от IV до VII век слага край на политическото единство и относително мирното съществуване на Римския свят, премахвайки стабилизиращото влияние на традиционните институции върху езика. Това дава началото на нов етап в развитието на латинския (къснолатински език), при който се разпространяват широко говорими форми на езика със значителни регионални различия.
Въпреки диалектните вариации на простонародния латински неговите форми в Западна Европа запазват значителна близост, за което спомага и стабилизиращото влияние на общата им християнска култура. Едва след нахлуването на Омаядите в Испания през VIII век и нарушаването на връзките между големи латиноезични области започва по-значителното разграничение между езиците, и започват да се обособяват съвременните романски езици. Простонародният диалект, станал основа на румънския е откъснат сравнително рано от обединяващите влияния в западната част на Империята, на което се дължи по-силното му разграничаване от останалите романски езици.

### Средновековен латински
Средновековният латински е книжовната форма на латинския, използвана във времето след класическия период, в което не съществува разговорен латински. Говоримият език се е развил в отделните романски езици, но в образованите и официалните кръгове латинският продължава да се използва. Нещо повече, той се разпространява в области, където дотогава не се е използвал, като в германските и славянските страни, превръщайки се в полезно средство за международно общуване (лингва франка).
Без институциите на Римската империя, които поддържат единството на езика, средновековният латински губи лингвистичната си еднородност – например в класическия латински sum и eram се използват като спомагателни глаголи в перфект и минало предварително време, докато в средновековния латински те могат да бъдат заменяни с fui и fueram. Освен това значението на много думи е променено и нова лексика е навлязла от разговорния език. Преобладават различими индивидуални стилове на отклоняващ се от класическия латински.

### Ренесансов латински
Ренесансът за кратко засилва позициите на латинския като говорим език с неговото възприемане от движението на хуманистите. Водено от представители на духовенството, то е възмутено от изоставянето на наследството на класическия свят и бързата загуба на неговата литература. Хуманистите се опитват да спасят каквото е възможно и да върнат латинския към неговото минало, като въвеждат практиката на издаване на ревизирани литературни произведения, сравнявайки оцелели от миналото ръкописи. Към XV век те са заменили средновековния латински с форми, поддържани от учените в намиращите се във възход университети, които се опитват да разкрият и възстановят класическия език.

### Новолатински
През ранното Ново време латинският все още е основният език в културата на Западна Европа. Така до края на XVII век повечето книги и почти всички дипломатически документи се съставят на латински. След това латинският е изместен от френския, а впоследствие от местните езици.

### Съвременен латински
Най-голямата организация която и в наши дни използва латинския език в официален и квазиофициален контекст е Католическата църква. Латинският остава езикът на латинския ритуал и Тридентската меса се отслужва на латински. Макар Месата на Павел VI обикновено да се служи на местния говорим език, тя може и често на практика се отслужва, частично или изцяло, на латински, особено при многоезични събития. Латинският е официалният език на Светия престол, основният език на неговия официален вестник „Акта Апостолика Седис“ и работният език на Римската рота. Във Ватикана се намира и единственият банкомат в света с указания на латински. В папските университети напредналото обучение по канонично право се провежда на латински.
В Англиканската църква, след публикуването на „Книга за общи молитви“ през 1559 година, е издаден и неин вариант на латински, предназначен за университети като Оксфордския и водещи училища, където остава позволено провеждането на литургия на латински. Латински издания на книгата продължават да се използват и до наши дни.
Швейцария използва традиционното латинско име на страната Helvetia на свои монети и пощенски марки, заради недостатъчното място за изписване на името на четирите официални езика. По подобни причини в кодовете за автомобили и интернет домейни тя използва CH, от пълното латинско име на страната Confœderatio Helvetica.
Девизът на Канада A mari usque ad mare („От море до море“) и девизите на повечето нейни провинции също са на латински. Дизайнът на ордена Кръст „Виктория“, макар и базиран на този на британския му аналог, отчита двуезичността на Канада, като оригиналният английски надпис For Valour е заменен с латинското Pro Valore. Някои от щатите на Съединените американски щати също имат девизи на латински – Вирджиния (Sic semper tyrannis), Западна Вирджиния (Montani semper liberi), Канзас (Ad astra per aspera), Кънектикът (Qui transtulit sustinet), Мисури (Salus populi suprema lex esto), Мичиган (Si quaeris peninsulam amoenam, circumspice), Северна Каролина (Esse quam videri).
В англоезичните страни латински девизи се използват от някои военни структури (Бреговата охрана на Съединените щати – Semper paratus, Корпусът на морската пехота на Съединените щати – Semper fidelis, Кралските военновъздушни сили – Per ardua ad astra), както и от множество училища, като Харвардския университет (Veritas), Колежа „Хемпдън-Сидни“ (Huc venite iuvenes ut exeatis viri).
В наши дни латинският се преподава в много училища, особено в Европа и Америка. Той е най-разпространен в британските частни училища, италианските класически и научни лицеи, германските хуманитарни гимназии и нидерландските гимназии.
Някои съвременни исторически филми, като „Себастиан“ и „Страстите Христови“, използват значителни диалози на латински с цел по-голям реализъм. В други филми и телевизионни предавания, като „Заклинателят“ или „Изгубени“, латинският се използва по-ограничено, заради връзката си с религията или философията. Либретото на операта на Игор Стравински „Едип цар“ е изцяло на латински, както и текстовете на множество песни в популярната музика, особено в хевиметъла.
Някои електронни медии, като Радио „Бремен“ в Германия, „ИЛЕ Радио 1“ във Финландия или Радио и телевизия на Ватикана, излъчват отделни предавания на латински език. Съществуват и множество уеб сайтове на латински, сред които и съдържащата над 120 хиляди статии Уикипедия на латински език.

## Наследство
Латинската култура достига до съвременността по няколко различни пътя.

### Езикознание
Латинският език оказва значително влияние върху съвременните европейски езици. През Средновековието той е официалният език на Западната църква и латинска лексика навлиза в говоримите езици чрез църковната литература. Латинският е най-често използваният език и в ранния етап на Научната революция, като значителна част от терминологията в различни области на науката, техниката и медицината има латинска основа.
Например таксономичната система на Карл Линей е силно повлияна от „Естествена история“, латинска енциклопедия от I век, съставена от Плиний Стари. Влиянието на римската медицина, запазена в трудове на лекари като Гален, определя предимно латинската и гръцка основа на съвременната медицинска терминология. Лексикалното влияние на латинския е видимо и в правната терминология, повлияна от римското право.
Много съвременни международни спомагателни езици са силно повлияни от латинския. Интерлингва, който има относително голям брой последователи, понякога е разглеждан като опростен вариант на латинския.

## Граматика

### Съществителни
Латинският е синтетичен език: приставки се добавят към фиксирани корени за изразяване на род, число и падеж на прилагателните, съществителните и местоименията, което се нарича скланяне; а също и за изразяване на лице, число, време, залог, наклонение и „аспект“ (свършен/несвършен вид) на глаголите, което се нарича спрягане. В латинския има пет именни склонения и четири глаголни спрежения.
Шестте падежа на съществителните имена са:
1. именителен (nominativus) – В номинатив стоят подлогът и сказуемното определение [puella/puellae, catulum/catula, tormentum/tormenti, dominus/domini, magister/magistri]
2. родителен (genitivus) – В генитив – несъгласуваното определение [pueri/puerorum, oppidi/oppidorum, commentarii/commentariorum, magistrae/magistrarum, agricolae/agricolarum]
3. дателен (dativus) – В датив – непрякото допълнение [dono/donis, dominae/dominis, puero/pueris]
4. винителен (accusativus) – В акузатив – прякото допълнение [peristylium/peristylia, servam/servas, servum/servos]
5. обстоятелствен (ablativus) – В аблатив – обстоятелствените пояснения [dono/donis, pugna/pugnis, amico/amicis]
6. звателен (vocativus) – И във вокатив – обръщенията. [populus/popule, domina/dominae, puer/pueri]

Освен това някои съществителни имат и местен (локативен) падеж, използван за изразяване на място, изразявано чрез:
- аблатив и употребата на предлог, например in – в), но тази особеност на индоевропейската езикова група е оцеляла у латинския само при имената на езера, градове и няколко подобни думи (стоящи винаги в множествено число, тъй като това са т. нар. pluralia tantum), включително думите къща, земя и околност;
- само аблатив;
- формите за Genitivus singularis et pluralis.

### Глаголи
Глаголите в латинския език се спрягат в шест основни времена, като всяко от тях може да бъде поставено в деятелен или страдателен залог: сегашно, бъдеще и т.н. В зависимост от това в какво отношение спрямо действителността се намира глаголното действие, глаголите може да бъдат в изявително, условно, повелително и неопределително (infinitivus) наклонения.
В зависимост от това дали действието е започнало и приключило, или се извършва продължително, глаголите биват съответно от свършен и несвършен вид. Такова разделение се наблюдава само в миналите времена.
Освен това глаголите се спрягат по лице и число: три лица в единствено число, три лица в множествено число.

#### Граматически времена
Основната форма на глагола е безличната глаголна форма (на английски: infinitive), която не е спрегната по лице и число, а само изразява същността на действието – това е неопределителното наклонение (НН). То може да бъде деятелно или страдателно, сегашно или минало. В зависимост от окончанието на НН се определя и от кое спрежение е глаголът, като в латинския се разграничават четири спрежения. Например сегашният деятелен инфинитив laudare показва, че глаголът е от I спрежение, защото окончава на -are. Сегашният страдателен инфинитив е laudari. Тъй като българският е загубил своя инфинитив, и е прието основната форма да се дава с представката „да“ и глагола в 1 л., ед.ч., то можем да преведем горните съответно като: да възхвалявам и да бъда (съм) възхваляван.

#### Залози
Глаголите в латинския приемат два залога – деятелен (когато подлогът извършва действие върху прякото допълнение) и страдателен (когато допълнението заема положението на деятел, а действието възвратимо се извършва върху него).
Например: Puella reginam amat. Момичето обича кралицата. A puella regina amatur. Кралицата е обичана от момичето.

#### Наклонения
В латинския език съществуват четири глаголни наклонения: изявително (indicativus), повелително (imperativus), условно (subjunctivus) и неопределително (infinitivus).

## Латински сентенции
Рим е първата република в историята на човешката цивилизация. Това полага началото на колективно управление и отстояване на разностранни интереси. Крилатите латински постулати и формулировки стават основен израз на мъдрост, етика и морал.
Ето някои от тях:
Non scholae, sed vitae discimus. – Учим не за училището, а за живота.
In vino veritas – Във виното е истината.
Verba volant, scripta manent – Думите отлитат, написаното остава.
Veni, vidi, vici – Дойдох, видях, победих. (прочута фраза на Юлий Цезар)
Memento mori – Не забравяй за смъртта или помни смъртта.
Etiam si omnes, ego non – Всички да, но не и аз.
Primum non nocere – Най-важно е да не се вреди. (Медицински девиз)
Errare humanum est – Човешко е да се греши.
Dum spiro, spero – Докато дишам, се надявам.

## Думи
– prosum, profui, profuturus, prodesse – помагам
– suc-cedo, successi, successum 3 – следвам
– reparo,1 – възстановявам, възобновявам за bellum, vires
– Urbs – Рим (urbs,urbis, f. – град)
– ad-icio, ieci, iectus 3 – присъединявам
– suscipio,suscepi,susceptus,3 – подхващам, приемам
– in-stituo, stitui, stitutus3 – уреждам, определям
– adiungo, iunxi,iunctus 3 – прибавям, присъединявам NB! Pass. Съседен съм, гранича
– ordino,1 – 1.привеждам в ред, уреждам, нареждам 2. назначавам на длъжност, определям
– incognitus 3 – непознат, неизвестен
– medius,media,medium – среден,-а,-о
– moderatus 3 – умерен, благоразумен, спокоен, тих
– mors,mortis, f. – смърт